# British Sound Film Productions
La British Sound Film Productions, plus couramment appelée British Sound Productions, est une société de production cinématographique. Elle a été créée en septembre 1928, mais a disparu en 1942. C'est une filiale de la British Talking Pictures.
La British Sound Productions a produit près de vingt-cinq films durant son activité. Elle a été fondée pour promouvoir les films utilisant le procédé sonore de Lee De Forest, le Phonofilm.